# 포클랜드 해전
포클랜드 해전 또는 포클랜드 섬 해전은 제1차 세계 대전 시기인 1914년 12월 8일 남태평양의 포클랜드 제도 인근에서 일어난 독일 제국해군과 영국 해군 간의 해전을 의미한다. 11월 1일 영국이 코로넬 해전에서 패배한 이후, 대형 함단이 추격하여 독일 순양함 전대를 파괴하게 된다.
SMS 샤른호르스트, SMS 그나이제나우 등 장갑순양함 2척, SMS 뉘른베르크, SMS 드레스덴, SMS 라이프치히 등 경순양함 3척, 보조선 등을 지휘하고 있는 제독 막시밀리안 폰 스페는 포클랜드 제도의 스탠리에 있는 영국군 보급소를 습격하러 시도했다. 영국군은 HMS 인빈서블, HMS 인플렉서블 등 순양전함 2척, HMS 카나본, HMS 콘월, HMS 켄트 등 장갑순양함 3척, HMS 브리스톨, HMS 글래스고 등 경순양함 2척으로 구성된 대형 전단이 하루 전 항구에 도착했다.
가시 거리는 최고였고, 바람은 북서풍이 불었고 화창하며 맑은 날씨였다. 독일 함대에서 전진하고 있는 순양함들은 미리 발견되었다. 9시 정각 영국 순양전함과 순양함들은 남동쪽으로 횡대 진행을 하던 독일군 함선 5척을 뒤쫓았다. 독일군은 장갑순양함 드레스덴과 보조함 자이들리츠를 제외한 모든 함선이 침몰했다.

## 배경
영국 순양전함은 각각 8개의 305mm 포를 갖추고 있었고, 슈페의 샤른호르스트와 그나이제나우는 8개의 210mm 포를 갖추고 있었다. 또한 이 순양전함은 슈페의 전함이 22.5 노트(41.7km/h)를 전진하는 동안 영국군이 25.5노트(47.2km/h)를 전진하고 있었다. 따라서, 영국 순양전함은 모두 상대 순양전함에 비해 크게 우위를 갖출 수 있었다. 고물 전노급전함 HMS 커노퍼스는 스탠리 항구에서 착함하여 고정포로 이용하며 항구 방어를 위한 임시 요새 역할을 하게 되었다.

### 슈페 함대
전쟁 발발 이후, 슈페가 지휘하는 독일 남아시아 함대는 영국 해군과 일본 해군에게 무기가 부족했고 압도당했다. 슈페와 참모부 모두 아시아의 함대가 방어에만 집념에도 살아남을 것이라고 생각하지 않았다. 따라서, 슈페는 태평양을 가로질러 배를 식민지에 도착시킬려고 했지만, 도착 가능 여부는 미지수였다. 슈페가 아르헨티나 발파라이소 해안(동양함대가 크리스토퍼 차르독의 모함인 HMS 굿 호프와 HMS 몬머스를 격침시킨 장소) 근처로 오는 것에 성공하자, 함대는 발파라이소 만 내로 진입했다. 중립국의 적대적인 함선에 관한 국제법에 따라, 함선은 24시간 내에 칠레 해안에서 640km 떨어진 알레한드로셀커크섬으로 가야 했다. 이들은 여기서 함대에서 떨어져 나가 인도양에서 기습작전을 하던 SMS 엠덴이 파괴되었다는 소식을 접하게 되었다. 또한, 이들은 동양함대의 모항인 중국 칭다오시가 함락되었다는 소식도 들었다. 11월 15일, 함대는 칠레 해안의 바히아 산 퀸틴으로 이동하여 승무원들에게 300번째 2급 철십자장을 수여하고, 슈페 자신은 1급 철십자장을 수여받았다.
슈페는 그의 장교에게 가능한 한 독일로 돌아가는 것이 좋다는 말을 들었다. 코로넬에서 교체할 수 없었기 때문에 그의 함선 절반에 탄약과 석탄이 거의 소진되었다. 영국 함선 HMS 디펜스, 콘월, 카나본이 라플라타강에 주둔해 있고, 최근 기함이 방문한 이후 스탠리에는 영국 군함이 전혀 없다는 흥미로운 소식을 들었다. 슈페는 영국 전함 커노퍼스에 대한 보고에 대해 우려했지만, 그 위치는 알지 못했다. 11월 26일, 함대가 혼곶을 목표로 항해하기로 결정했고 12월 1일에는 픽톤섬에서 사흘 동안 머물렀던 영국 석탄선 드러미르를 나포하고 석탄을 보급받았다. 12월 6일, 영국 함선이 고의로 착함했으며 선원들은 보조함 자이들리츠로 옮겨졌다. 같은 날 슈페는 독일이 대서양에서 북쪽으로 다시 돌아가여 항해하기 전에 포클랜드 제도를 기습할 것을 제안했다. 기습은 함대가 이미 항해가 가능할 만큼 석탄을 보급받아 필요성이 적어져서 대부분의 장교가 반대했지만, 슈페는 하기로 결정했다.

### 영국의 준비
10월 30일, 퇴역한 제독 존 피셔는 영국 해군이 독일 왕자가 지휘한다는 논란이 벌어져 공개 사임한 제독 바텐베르크 공자 루이스에 이어 제1해군경으로 재임명되었다. 11월 3일, 피셔는 슈페가 발파라이소 근처에서 목격되었다는 소식을 듣고 함선 디펜스에게 항구를 강화시키기 위해 보냈고, 이미 함대를 강화시키기 위해 남미 동부 해안에 순찰선을 보낸 상태였다. 11월 4일, 코로넬에서의 패배 소식이 도착했다. 그 결과, 순양전함 인빈서블과 인플렉서블은 플리머스의 대함대에서 해외 함대로 이동할 것을 명령했다. 해군 참모총장은 부제독 도베턴 스튜르데가 맡았다. 피셔는 1911년 제1해군경이 된 이후 해고된 것에 대한 이유로 스튜르데와 종종 마찰을 빚었으며, 그래서 참모총장 스튜르데가 남대서양과 태평양의 "인빈서블"를 주력으로 한 새 함대를 지휘할 권한을 얻게 되었다.
11월 11일, 아직 인빈서블의 수리가 다 마쳐지지 않았지만 노동자들을 함께 싣고 인빈서블과 인플렉시블이 HMNB 데번포트를 떠났다. 상황의 긴급 정도로 인해 함선은 최대 속도인 25노트(46.3km/h)로 운행할 수 있었지만, 고속으로 운행하는 배는 더 많은 석탄을 요구했기 때문에 가장 경제적인 속도로 주행해야 했고, 그래서 배는 정상 속도인 10노트(18.52km/h)로 운행했다. 두 함선은 많은 보급품을 소비했다. 비록 임무의 중요성이 높아 슈페에게 비밀스럽게 하는 것이 중요했지만, 중위 히르스트가 지휘하는 "글래슬로우"는 11월 17일 카보베르데에 정박하여 지역 주민들과 향후 함선 정박에 대해 논의했다. 그러나, 이 소식은 슈페가 듣지 못했다. 스튜르데는 11월 26일 아브롤로스 마린 국립공원에 도착했고, 이곳 부근에서 스튜르데는 후속 함대들을 기다렸다.
11월 29일, 스튜르데는 포클랜드 제도로 출발할 것이라고 말했다. 그 곳에서, 경순양함 글레슬로우와 브리스틀은 슈페를 찾기 위해 경비를 서고 찾을 경우 증원대를 부르기로 했다. 코로넬 전투에 참가했던 글레슬로우 선장 존 루스는 기다리기엔 너무 길며 하루 일찍 출발하자고 스튜르데를 설득했다. 함대는 인빈서블의 프로펠러에 연결된 케이블로 견인된 표적을 향해 연습 발사 하는 동안에 12시간 지연되었지만, 이 함대들은 12월 7일에 도착했다. 스탠리 항구 안에 2척의 경순양함이 정박해 있는 동안, 나머지 대형 함선은 깊이가 깊은 포트 윌리엄에 정박하기로 했다. 다이버들은 문제를 일으키는 케이블들을 제거했다. 콘월에 보일러 화재가 발생하여 진압하고 수리를 하였으며, 브리스틀은 엔진 하나가 해체되었다. 저탄고가 제거된 유명한 함선 SS 그레이트 브리튼은 인빈서블과 인플렉시블에게 석탄을 보급하기로 했다. 켄트가 함선 보일러를 데우는 동안, 무장 가장 순양함 마케도니아는 항구 순찰 명령을 받았으며 켄트는 다음날인 12월 8일 마케도니아를 대체할 준비를 하였다. 슈페의 함대는 이날 아침에 도착했다.

## 전투

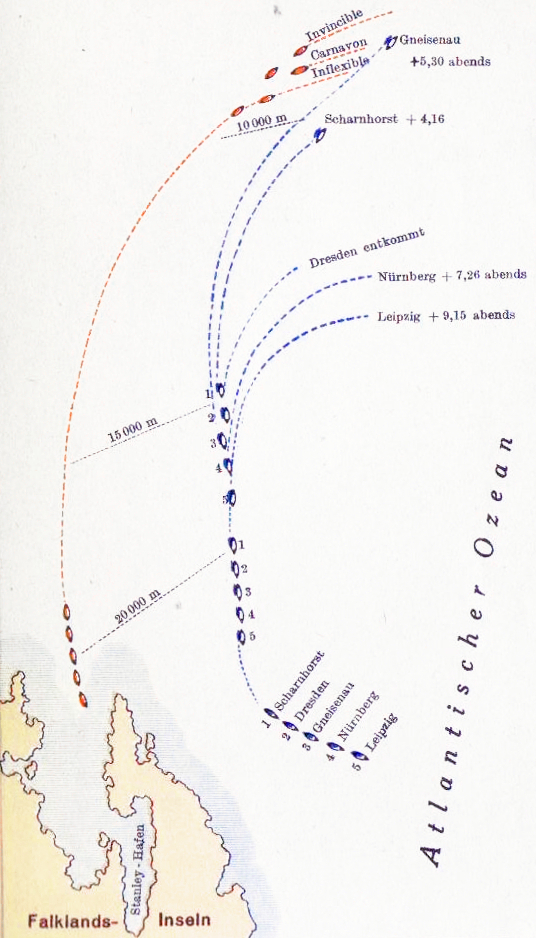
포클랜드 해전 과정 지도.

### 이동의 시작
슈페의 순양함인 그나이제나우와 뉘른베르크가 처음으로 스탠리 항에 접근했다. 이 때에 영국 함대 전체가 스탠리 항에서 석탄 보급을 받고 있었다. 일부는 추측과 논란의 대상이지만 슈페가 슈트르데의 함선이 쉬운 표적이라 먼저 공격했다고 주장한다. 몇몇 영국 함선은 독일 함선의 포격을 피해 항구에서 떠날려고 시도했다. 이때 항구 내에서 침몰한 선박이 영국 함대의 나머지 함선을 막아 움직이지 못하게 했다. 영국에는 다행스럽게도, 독일군은 예기치 못한 곳에서의 총격 소리를 듣고 놀라게 되었다. 정박해 있던 카노퍼스가 언덕 뒤 지상함으로 포격하고 있었던 것이었다. 이것은 독일군의 진군을 확인하는 데 충분했다. 영국 전투순양함에 있는 삼각 마스트의 독특한 모습을 보고, 독일군은 더 나은 장비를 갖춘 적을 만났음을 알게 되었다. 켄트는 이미 항구 멀리로 움직이고 있었으며, 슈페의 배를 추격하도록 했다.
독일 선박은 스튜르데가 아침에 승무원을 집결시키면서 캐노푸스의 증기가 발생했다는 것을 인지했다.
슈페는 자신의 승무원들이 전투에 지치고 함선의 무기가 열세였다는 것을 알았기 때문에 충돌을 피할 수 없다고 생각했다. 항구에 있는 동안 스튜르데가 포탄을 쏠 기회를 놓쳐, 너무 늦게 자신의 위험을 알았기 때문에 슈페와 그의 함대는 대양으로 도망쳤다. 영국 함선은 10시 정도에 항구를 떠났다. 슈페는 약 24km 앞서 있었지만 영국 함대가 따라잡기 위해 낮동안 빠른 순양전함이 따라잡기 시작했다.

## 참고 문헌
- Bennett, Geoffrey (1962). 《Coronel and the Falklands》. London: B. T. Batsford Ltd.
- Jaques, Tony (2007). 《Dictionary of Battles and Sieges: A Guide to 8,500 Battles from Antiquity through the Twenty-first Century》. Greenwood Publishing Group. ISBN 9780313335389.
- Massie, Robert K. (2004). 《Castles of Steel: Britain, Germany, and the Winning of the Great War at Sea》. London: Jonathan Cape. ISBN 0-224-04092-8.
- Irving, John (1927). 《Coronel and the Falklands》. London: A. M. Philpot, ltd.
- Halpern, Paul (1994). 《A Naval History of World War I》. United States: United States Naval Institute. ISBN 1-85728-295-7.
- Michael McNally (2012). Coronel and Falklands 1914; Duel in the South Atlantic. Osprey Campaign Series #248. Osprey Publishing. ISBN 978-1-84908-674-5
- Scott, R Neil; Macneill, RT. Hon. Lord George Islay  Robertson (2012). 《Many Were Held by the Sea: The Tragic Sinking of HMS Otranto》. Rowman & Littlefield. ISBN 9781442213425.